# Tiger-Orchidee
Die Tiger-Orchidee (Grammatophyllum speciosum) ist eine Pflanzenart aus der Gattung Grammatophyllum innerhalb der Familie der Orchideen (Orchidaceae). Laut Guinness-Buch der Rekorde ist sie die größte Orchideenart der Welt, Exemplare können mehrere Meter groß werden.

## Beschreibung

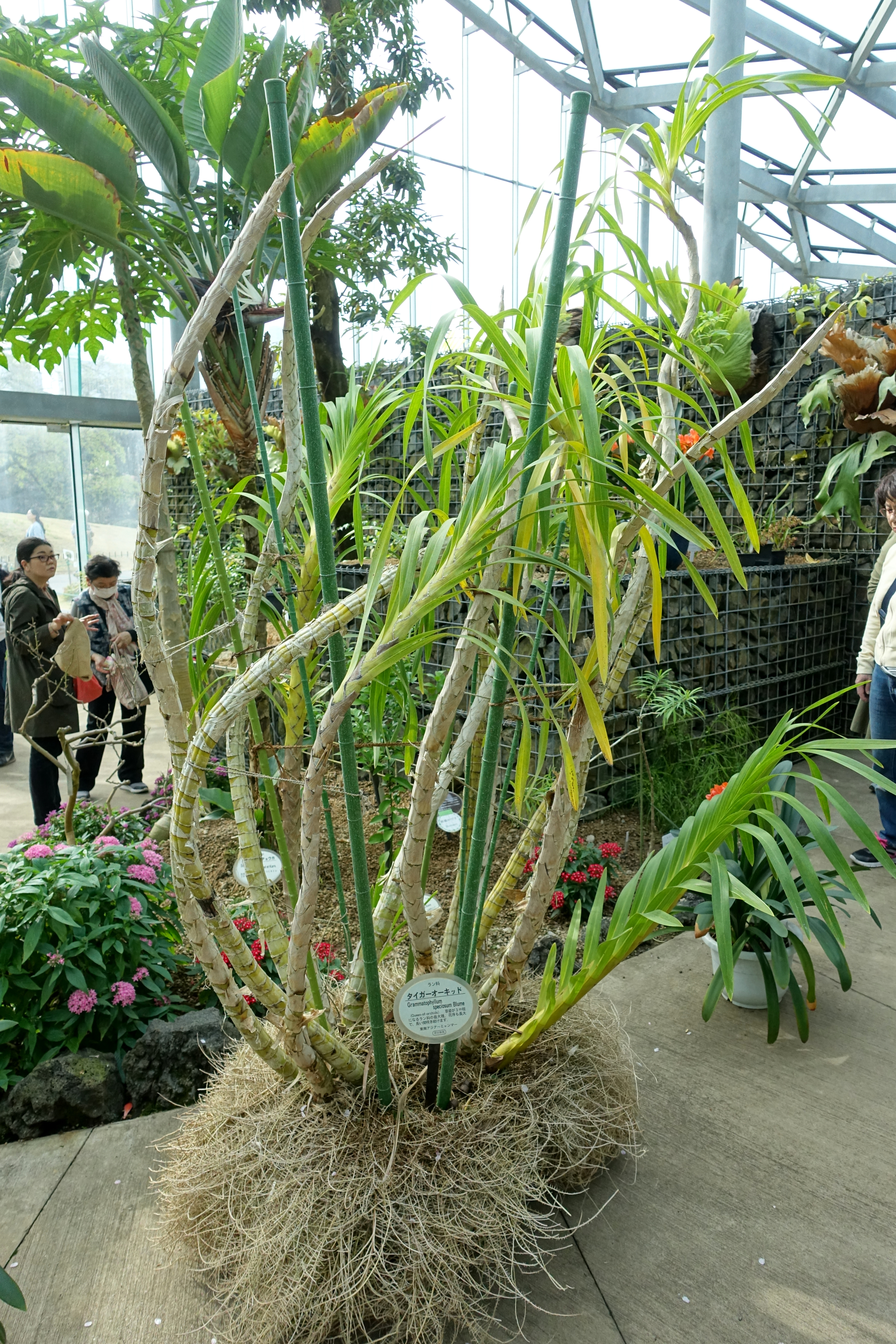
Nicht blühende Pflanze

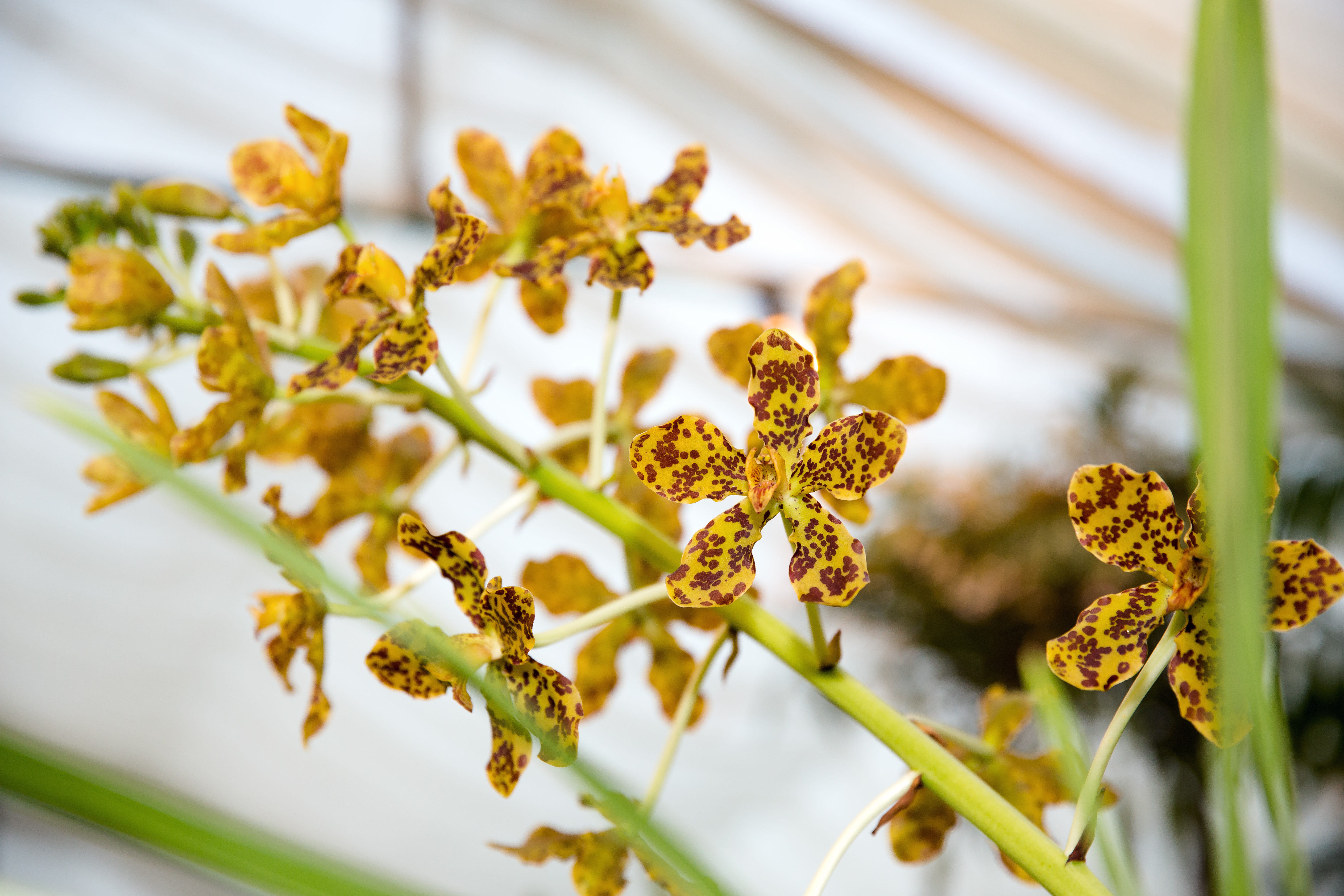
Blütenstand

### Vegetative Merkmale
Grammatophyllum speciosum ist eine ausdauernde krautige Pflanze. Ihre als Pseudobulben ausgebildeten fleischigen Sprossachsen erreichen Längen von etwa 3 Metern und Durchmesser von etwa 5 Zentimetern, sind längs gefurcht und verfärben sich im Alter zu Gelb. An der Basis tragen sie weiß gefärbte, steif nach außen abstehende, stark verzweigte Wurzeln. Die Sprossachsen erinnern manche Betrachter an diejenigen des Zuckerrohrs. Ihre  Internodien sind etwa 4 Zentimeter lang.
Die zahlreichen Laubblätter sind bei Längen von 50 bis 60 Zentimetern sowie Breiten von etwa 3 Zentimetern, selten etwas darüber, nicht verdickt, zur scharfen Spitze hin verschmälert und herabgebogen. Die Blattscheiden sind gelb gefärbt.

### Generative Merkmale
Der aufrechte Blütenstand erreicht eine Länge von bis zu 2 Metern mit zahlreichen (etwa 40) Blüten, die sich im unteren Abschnitt weit voneinander entfernt und zur Spitze hin dicht gedrängt befinden.
Die zwittrigen Blüten sind zygomorph und dreizählig und erreichen Durchmesser von etwa 10 Zentimetern. Die meist drei Kelch- und meist drei Kronblätter sind untereinander ähnlich gestaltet, die Petalen ein wenig breiter. Sie sind recht weit getrennt, ohne Überlappung, und tragen bei einer grünlichgelben Grundfärbung ein dichtes orangebraunes bis braunes Fleckenmuster. Ihre dreiteilige Lippe ist mit einer Länge von etwa 3 Zentimetern kleiner als die Kelch- sowie Kronblätter und ist lichtseitig mit drei Kielen rötlich behaart, rotbraun längsgestreift, etwa die Mitte des Mittellappens erreichend. Die Seitenlappen sind aufrecht und biegen sich über die Griffelsäule ein. Die Griffelsäule ist grünlich, unterseits weiß mit purpurfarbener Fleckung, sie trägt an der Basis beiderseits einen Auswuchs, der eine becherartige Höhlung umschließt.
Ihre unteren Blüten des Blütenstands sind kleiner und abweichend gestaltet. Sie besitzen nur je zwei Kelch- und Kronblätter, die Lippe fehlt vollständig, die Griffelsäule ist missgebildet.

## Ökologie
Grammatophyllum speciosum ist ein tropischer Epiphyt. Die Pflanze bildet massive, dichte ballenartige Massen aus den zylindrischen Pseudobulben in Astgabeln tropischer Waldbäume, es entstehen über eine Tonne schwere riesige Klumpen.

## Verbreitung
Grammatophyllum speciosum ist in Regenwäldern des tropischen Ostasien weit verbreitet. Sichere Funde liegen vor aus Myanmar, Thailand, Laos, der Malaiischen Halbinsel und den Inseln Borneo, Sumatra und Java. Funde von den Philippinen, den Molukken, Sulawesi, Neuguinea und den Salomonen sind nicht gesichert und beziehen sich möglicherweise auf andere Arten des Artkomplexes. Im Jahr 2016 wurde Grammatophyllum speciosum erstmals auch in Vietnam nachgewiesen. Sie ist in ihrem gesamten Verbreitungsgebiet sehr selten und droht in einigen Regionen am Wildstandort auszusterben. In Singapur bestehen Pläne, die Tigerorchidee mit in Botanischen Gärten vermehrtem Material wieder auszuwildern.

## Kultur
Grammatophyllum speciosum wurde wegen ihrer spektakulären Gestalt schon früh nach Europa eingeführt und erregte auf der Great Exhibition 1851 im Londoner Hyde Park erhebliches Aufsehen. Allerdings wird sie nur von ausgesprochenen Orchideenliebhabern im Warmhaus kultiviert. Die Kultur benötigt Minimaltemperaturen von 15 °C. Die Pflanze blüht unter diesen Bedingungen nur alle zwei bis vier Jahre, zu unregelmäßigen Zeiten des Jahres.

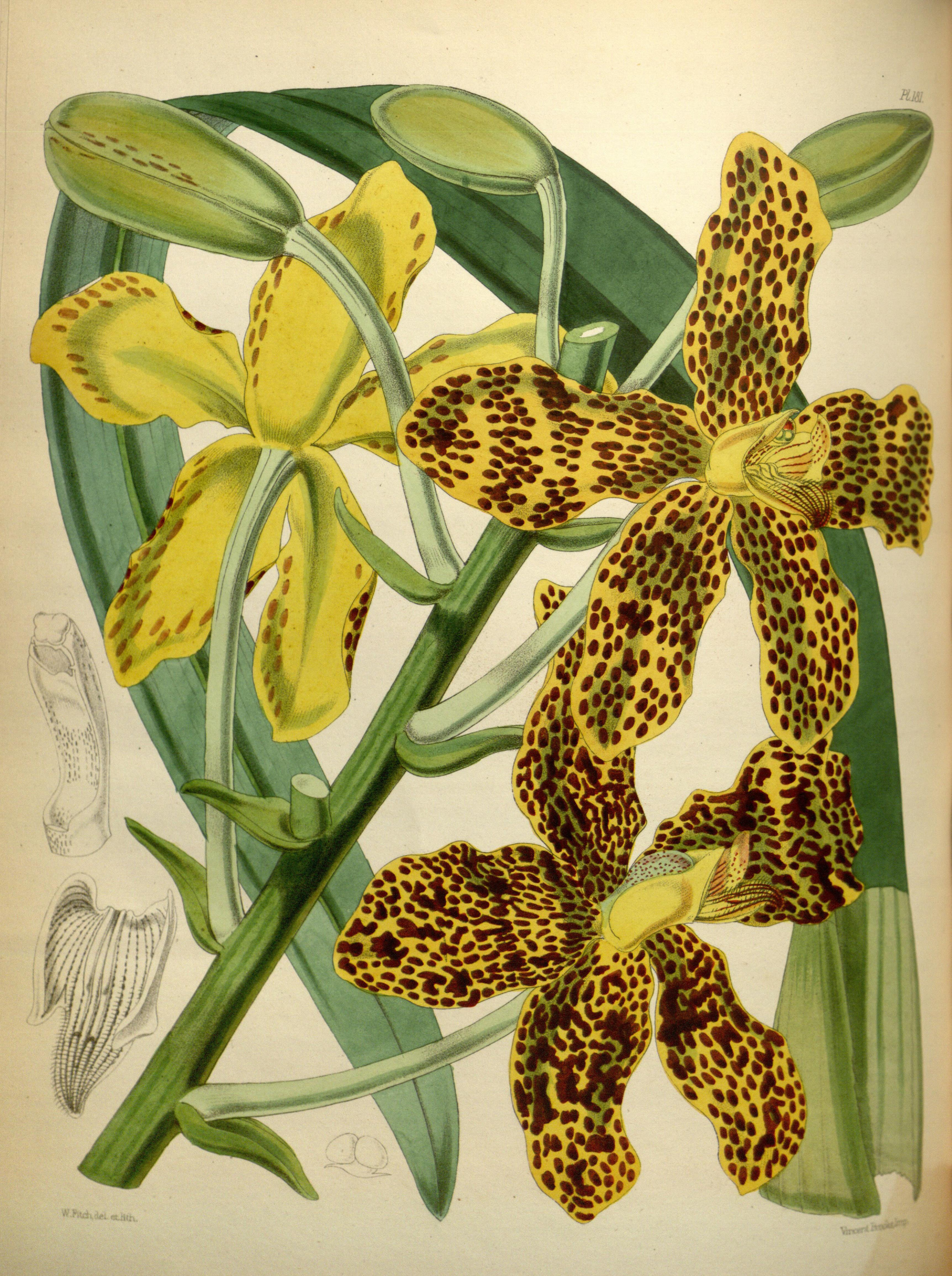
Illustration aus A second century of orchidaceous plants

Grammatophyllum speciosum ist im Anhang II des Washingtoner Artenschutzübereinkommens gelistet. Ihr kommerzieller Handel ist damit mit einer Unbedenklichkeitsbescheinigung des Ausfuhrstaates („CITES-Dokument“) möglich, eine Ausfuhr aus den Heimatländern bedarf einer Genehmigung.

## Systematik
Die Gattung Grammatophyllum umfasst, je nach taxonomischer Auffassung, sechs bis zwölf Arten, die alle im tropischen Ostasien vorkommen. Die Gattung Grammatophyllum ist nahe verwandt mit den Gattungen Cymbidium und Thecostele, die zur Tribus Cymbidiae in der Unterfamilie Epidendroideae innerhalb der Familie Orchidaceae gehören. Grammatophyllum speciosum bildet mit den ähnlichen Arten Grammatophyllum wallisii (Endemit der Philippinen), Grammatophyllum kinabaluense (Endemit von Borneo), Grammatophyllum pantherinum (Syn.: Grammatophyllum papuanum, von Neuguinea, den Salomonen und dem Malaiischen Archipel) und Grammatophyllum cominsii (von den Salomonen, möglicherweise Synonym zu Grammatophyllum pantherinum) die speciosum-Artengruppe. Der Gattungsname Grammatophyllum ist abgeleitet von den griechischen Wörtern gramma für „gemaltes Zeichen, Buchstabe“ und phyllon für „Blatt“, nach der schriftartigen Zeichnung der Blütenhüllblätter.
Grammatophyllum speciosum wurde 1825 durch den deutsch-niederländischen Botaniker Carl Ludwig Blume in Bijdragen tot de flora van Nederlandsch Indië, 8, Seite 378 nach Herbarbelegen von der Insel Java erstbeschrieben. Synonyme für Grammatophyllum speciosum Blume sind: Pattonia macrantha Wight, Grammatophyllum macranthum (Wight) Rchb. f., Grammatophyllum fastuosum Lindl.